# Mierzyszki (gmina Turgiele)
Mierzyszki (lit. Miežiškės) − wieś na Litwie, w rejonie solecznickim, 4 km na południowy zachód od Turgieli, zamieszkana przez 1 osobę. Przed II wojną światową w Polsce, w powiecie wileńsko-trockim województwa wileńskiego.